# Rano Karno
Rano Karno (ur. 8 października 1960 w Dżakarcie) – indonezyjski aktor filmowy i polityk.
Do 2008 roku zagrał w ponad 70 filmach. Debiutował rolą w filmie Malin Kundang (1971).
Na swoim koncie ma szereg nominacji do nagród Citra (Festival Film Indonesia) oraz nagrodę Citra za rolę w filmie Taksi z 1991 r.
Jego ojciec – Soekarno M. Noor – również był aktorem.

## Filmografia
- Malin kundang (1971)
- Senyum dan tangis (1974)
- Musim bercinta (1978)
- Gita cinta dari SMA (1979)
- Puspa indah taman hati (1979)
- Kembang semusim (1980)
- Roman picisan (1980)
- Bunga cinta kasih (1981)
- Detik-detik cinta menyentuh (1981)
- Dalan lingkaran cinta (1981)
- Yang (1983)
- Ranjau-ranjau cinta (1984)
- Tak ingin sendiri (1985)
- Opera Jakarta (1986)
- Merangkul langit (1986)
- Arini II (1988)
- Bernafas dalam lumpur (1991)
- Si jago merah (2008)
- Satu jam saja (2010)
- Si Doel the Movie (2018)
- Si Doel the Movie 3 (2020)